# Povečan prisekan dodekaeder
| Povečan prisekan dodekaeder | Povečan prisekan dodekaeder                                 |
| --------------------------- | ----------------------------------------------------------- |
|                             |                                                             |
| Vrsta                       | Johnsonovo telo J67-J68-J69                                 |
| Stranske ploskve            | 5x5 trikotnikov 5 kvadratov 1 petkotnik 1+2x5 desetkotnikov |
| Oglišča                     | 65                                                          |
| Robovi                      | 105                                                         |
| Konfiguracija oglišča       | 4.5+3.10(3.102) 5(3.4.5.4) 10(3.4.3.10)                     |
| Grupa simetrije             | C5v                                                         |
| Dualni polieder             | -                                                           |
| Lastnosti                   | konveksen                                                   |
| Slika oglišč                |                                                             |

Povečan prisekan dodekaeder je eno izmed Johnsonovih teles (J68). Že ime nakazuje, da ga dobimo tako, da pritrdimo dve kvadratni kupoli na dve vzporedni osemkotni stranski ploskvi prisekane kocke.